# Juda Lou ben Bezalel
Juda Lou ben Bezalel ili Rabin Lou, alt. Löw, Loewe, Löwe, ili Levai (između 1512 i 1526? – 17. septembar 1609), široko poznat naučnicima judaizma kao Praški maharal, ili jednostavno Maharal, hebrejski akronim „Moreinu Ha-Rav Loew” („Naš učitelj, rabin Lou”), bio je važan talmudski naučnik, židovski mistik i filozof koji je, veći deo svog života služio je kao vodeći rabin u gradovima Mikulov u Moravskoj i Prag u Bohemiji.
U svetu učenja Tore i Talmuda, Lou je poznat po svojim delima o jevrejskoj filozofiji i jevrejskom misticizmu i svom radu Gur Aryeh al HaTorah, opširnoj raspravi Rašijevog tumačenja Tore. On je takođe bio predmet legende iz 19. veka da je stvorio Golem iz Praga, animirano mitološko biće načinjeno od gline.

## Biografija
Maharal je verovatno rođen u Poznanju, Poljska, iako Perels pogrešno navodi njegovo rodno mesto kao Vorms u Svetom rimskom carstvu, od oca rabina Bezalela (Lou), čija porodica potiče iz renskog grada Vormsa. Njegova godina rođenja je neizvesna, i različiti izvori navode 1512, 1520 i 1526. Njegov ujak Jakob ben Hajim bio je Reichsrabbiner („carski rabin”) Svetog rimskog carstva, njegov brat Haim iz Fridberga, poznati rabinski učenjak. Ne postoje dokumentovani dokazi da je stekao formalno versko obrazovanje, što je navelo vodeće naučnike da zaključe da je bio izuzetno nadaren autodidakt.

## Njegovo ime
Njegovo ime „Löw” ili „Loew”, izvedeno iz njemačkog Löwe, „lav” (usp. jidiš Leib istog porekla), kinui je ili zamjena za hebrejsko Juda ili Jehuda, kao ime — izvorno od plemena Jude — koje se tradicionalno povezuje s lavom. U Knjizi Postanka, patrijarh Jakov naziva svog sina Judu Gur Arjehom, „Mladim lavom”" (Postanak 49:9) kada ga blagosilja. U židovskoj tradiciji imenovanja hebrejsko ime i zamensko ime često se kombiniraju kao par, kao u ovom slučaju. Njegovo klasično delo o Rašijevom komentaru Tore zove se Gur Aryeh al HaTorah na hebrejskom, što znači „Mladi lav [komentariše] Toru”.
Loevova grobnica u Pragu ukrašena je heraldičkim štitom s lavom s dva isprepletena repa (rašljasti rep), aludirajući na njegovo ime i na Bohemiju, čiji grb ima lava s dva repa.

## Karijera
On je prihvatio rabinski položaj 1553. godine kao Landesrabbiner Moravske u Mikulovu (Nikolsburg), upravljajući poslovima zajednice, ali i određujući koji traktat Talmuda će se proučavati u zajednicama u toj provinciji. Takođe je revidirao statut zajednice o procesu izbora i oporezivanja. Iako se povukao iz Moravske 1588. godine sa 68 godina, zajednice su ga još dugo posle toga smatrale autoritetom.
Jedna od njegovih aktivnosti u Moravskoj bilo je okupljanje protiv klevetničkih uvreda na legitimitet (Nadler) koje su se širile u zajednici protiv određenih porodica i mogle bi pokvariti pronalaženje bračnog druga za decu tih porodica. Ovaj fenomen je uticao čak i na njegovu sopstvenu porodicu. Koristio je jednu od dve godišnje velike propovedi (između Roš Hašane i Jom Kipura 1583) da osudi ovaj fenomen.
Vratio se u Prag 1588. godine, gde je ponovo prihvatio rabinski položaj, zamenivši penzionisanog Isaka Hajota. Odmah je ponovio svoje stavove o Nadleru. Dana 23. februara 1592. imao je audijenciju kod cara Rudolfa II, kojoj je prisustvovao zajedno sa svojim bratom Sinajem i zetom Isakom Koenom; Sa carem je bio prisutan i princ Bertije. Čini se da je razgovor bio vezan za Kabalu (jevrejski misticizam, hebrejski: קַבָּלָה)), temu koja je bila veoma fascinantna za cara.
Godine 1592, Lev se preselio u Poznanj, gde je bio izabran za glavnog rabina Poljske. U Poznanju je komponovao Netivota Olama i deo Dereh Hajma. Loevov brat, Hajm ben Becalel, napisao je pravni rad Vikuach Mayim Chaim koji je osporio presude krakovskog legaliste Mošea Iserlesa.

## Komemoracija
U aprilu 1997. Češka i Izrael zajedno su izdale set maraka, od kojih je jedna sadržala nadgrobni spomenik Loua. U maju 2009. godine Češka pošta izdala je marku u znak obeležavanja 400. godišnjice Louove smrti. U junu 2009. godine češka kovnica je izdala komemorativni novčić kojim je obeležena ista prekretnica.

## Literatura
- Byron L. Sherwin (1982). Mystical Theology and Social Dissent: The Life and Works of Judah Loew of Prague. Fairleigh Dickinson University Press.
- Rivka Schatz, "Maharal's Conception of Law- Antithesis to Natural Law" Jewish Law Annual Vol. VI.
- Rivka Schatz, "Existence and Eschatology in the Teachings of the Maharal" Immanuel 14 (Spring 1982) 66-97; Immanuel 15 (Winter 1982-3) 62-72.
- Moshe Zuriel "Numbers: Their meaning and Symbolism According to Maharal" [Hebrew] HaMaayan 18:3 (1978) 14-23; 18:4 (1978) 30-41, reprinted in Sefer Ozrot Gedolei Yisroel (Jerusalem:2000) volume 1, pp. 204–228.
- Martin Buber, "The Beginning of the National Idea" On Zion: The History of an Idea. (New York, Schocken Books, 1973).
- Otto Dov Kulka, "The Historical Background of the National and Educational Teachings of the Maharal of Prague" [Hebrew] Zion 50 (1985) 277-320.
- Benjamin Gross. Netzah Yisrael. (Tel Aviv: Devir, 1974)
- Mordechai Breuer, "The Maharal of Prague's Disputation with Christians: A Reappraisal of Be'er Ha-Golah" in Tarbiz (1986) 253-260
- Adlerstein Y. (2000). Be'er Hagolah: The Classic Defense of Rabbinic Judaism Through the Profundity of the Aggadah. New York, NY: Mesorah Publications. ISBN 1-57819-463-6.
- Aharon Kleinberger. The Educational Theory of the Maharal of Prague. [Hebrew] (Magnes: 1962).
- Andre Neher, (1986). Jewish Thought and the Scientific Revolution: David Gans (1541–1613) and his times. Oxford-New York: Littman Library.
- Neher, (1987). Faust et le Maharal de Prague: le Mythe et le Reel. Paris: Presses Universitaires de France.;
- Neher, Le Puits de l'Exil: la Theologie Dialectique du Maharal de Prague (Paris: A. Michel, 1996)
- Neher, Mishnato shel ha-Maharal mi-Prague, Reʾuven Mass, c2003.
- Gross, Benjamin, (1995). Yehi Or. Reʾuven Mass..
- Gross, Benjamin, Netsah Yiśraʾel Tel Aviv : Devir, 1974.
- Eliyahu Yaakov Deutsch. Shabbos Insights Of The Maharal. Jerusalem: Targum, 2009.
- Baer, Elizabeth R. (2012). The Golem Redux: From Prague to Post-Holocaust Fiction. Detroit, MI: Wayne State University. ISBN 978-0814336267.
- Bilski, Emily B. (1988). Golem! Danger, Deliverance and Art. New York: The Jewish Museum. ISBN 978-0873340496.
- Bloch, Chayim; tr. Schneiderman, H. (1987). The Golem: Mystical Tales of the Ghetto of Prague (English translation from German. First published in 'Oestereschischen Wochenschrift' 1917). New York: Rudolf Steiner Publications. ISBN 0833400258.
- Bokser, Ben Zion (2006). From the World of the Cabbalah. New York: Kessinger. ISBN 9781428620858.
- Chihaia, Matei (2011). Der Golem-Effekt. Orientierung und phantastische Immersion im Zeitalter des Kinos. Bielefeld: transcript. ISBN 978-3-8376-1714-6.
- Faucheux, Michel (2008). Norbert Wiener, le golem et la cybernétique. Paris: Editions du Sandre.
- Dennis, Geoffrey (2007). The Encyclopedia of Jewish Myth, Magic, and Mysticism. Woodbury (MN): Llewellyn Worldwide. ISBN 978-0-7387-0905-5.
- Winkler, Gershon (1980). The Golem of Prague: A New Adaptation of the Documented Stories of the Golem of Prague. New York: Judaica Press. ISBN 0-910818-25-8.
- Goldsmith, Arnold L. (1981). The Golem Remembered 1909–1980: Variations of a Jewish Legend. Detroit: Wayne State University Press. ISBN 0814316832.
- Montiel, Luis (30. 6. 2013). „Proles sine matre creata: The Promethean Urge in the History of the Human Body in the West”. Asclepio. 65 (1): 001. doi:10.3989/asclepio.2013.01 .
- Idel, Mosche (1990). Golem: Jewish Magical and Mystical Traditions on the Artificial Anthropoid. Albany (NY): State University of New York Press. ISBN 0-7914-0160-X.
- Rosenberg, Yudl; tr. Leviant, Curt (2008). The Golem and the Wondrous deeds of the Maharal of Prague (first English translation of original in Hebrew, Pietrkow, Poland, 1909). Yale University Press. ISBN 978-0-300-12204-6.
- Salfellner, Harald (2016). The Prague Golem: Jewish Stories of the Ghetto. Prague: Vitalis. ISBN 978-80-7253-188-2.
- Tomek, V.V. (1932). Pražské židovské pověsti a legendy. Prague: Končel. Translated (2008) as Jewish Stories of Prague, Jewish Prague in History and Legend.  1-4382-3005-2.

## Spoljašnje veze
- Gregor Brand (2008). „Löw, Juda (Yehuda, Jehudah, Yudah, Judah) ben Bezalel (auch Löwe, Löb, Livia, Liwa etc., Akronym: "MaHaRaL")”.  Ур.: Bautz, Traugott. Biographisch-Bibliographisches Kirchenlexikon (BBKL) (на језику: немачки). 29. Nordhausen: Bautz. cols. 858–877. ISBN 978-3-88309-452-6.